# Balbierbach
Der Balbierbach ist ein etwas über 51⁄2 Kilometer langer rechter Zufluss der Ill in vorarlbergischen Bezirk Bludenz.

## Geographie

### Verlauf

Balbierbach-Wasserfall

Die Quellen des Balbierbaches als Wildbach liegen einerseits auf dem Augstenboden zwischen Grappes und Valschavieler Maderer sowie im in etwa 2.500 Meter Seehöhe befindlichen Maderertäli, andererseits wird der Bach aus den kleinen Seen auf dem Luterseeberg nebenan gespeist und nicht zuletzt durch Bäche und Tobel vom Roßberg weiter westlich. Am Luterseeberg fanden im Sommer 2008 und 2009 erste archäologische Grabungen im ehemaligen Bergbauareal statt. Insgesamt ist somit das Einzugsgebiet inklusive des Talkessels mit der Alpe Netza, alles zusammen ca. 2 × 4 Kilometer breit und tief, womit in Summe ca. 9 km² entwässert werden. Das obere Einzugsgebiet bis inklusive der Alpe Netza ist Teil des Europaschutzgebiets Verwall. Vorbei an den Maisäss Oberer, mittlerer und unterer Netza auf der rechten Seite, sowie Manigg links gelangt der Balbierbach zum Wasserfall oberhalb von Gortipohl im Winkel. All diese Gewässer müssen aber über den Wasserfall oberhalb von Gortipohl ins Tal rinnen.

### Zuflüsse
(Vom Ursprung bis zur Mündung. Namen und Längen (auf eine Nachkommastelle gerundet) nach dem  Vorarlberg Atlas)
- Luterseebach (rechts), 1,9 km
- Netzabach (rechts), 1,6 km
- Alpasellertobel(bach) (links), 1,0 km
- Stegbach (rechts), 2,0 km
- Wasserschluachtbach (links), 0,4 km
- Mühlbach (links), 0,6 km

## Geschichte und Verbauung
Der Balbierbach hat vor allem darum Bedeutung, weil er in all den Jahrhunderten vor dem Beginn seiner Verbauung mit jedem größeren Unwetter den Ortskern von Gortipohl durch Vermurung verwüstete. Einige davon sind in den alten Kirchenchroniken vermerkt und schildern heute noch, mit welcher Wucht und Gefahr zu rechnen ist.
Nach dem Unwetter im Jahre 1956 wurde seitens der zuständigen Behörden beschlossen, den Bach durch die Wildbach- und Lawinenverbauung (WLV) zu verbauen. Zu diesem Zweck wurde als erstes unterhalb des Wasserfalls eine trichterförmige Mauer von 6 Meter Höhe auf eine Länge von etwa 200 Meter beidseitig errichtet, sodass alles Wasser auch bei Unwetter im vorhandenen Bachbett in die Ill geführt werden sollte.
Die restlichen 600 Meter erfolgte der Bachverlauf weiterhin durch Wiesen und Wälder. Alte Natursteinmauerwerk-Wuhrungen waren zum Teil noch vorhanden. Zweimal im Jahr 1999 und einmal 2005 führten starke Regenfälle zu Vermurungen links- und rechtsseitig dieses ungesicherten Teils des Bachlaufes und zu Beschädigungen der überführenden Brücken, und der Bach musste in diesem Abschnitt jeweils bis zur Sohle ausgeräumt werden, um die Gefahr weiterer Schäden abzuwenden.
Im Jänner 2012 wurde mit der Verbauung dieser letzten 600 Meter begonnen – ein Projekt, das auf mehrere Jahre ausgelegt war. Bei der Verbauung werden zwei spezielle Bautypen verwendet, die von der zuständigen Gebietsbauleitung Bludenz in den Jahren und Jahrzehnten zuvor entwickelt worden sind. Im Jahr 2019 ist die Arbeit vom Wasserfall Gortipohl abwärts fast zur Hälfte fertig gestellt.